# Верёвкин, Владимир Игоревич
Владимир Игоревич Верёвкин (8 мая 1987) — киргизский футболист, нападающий. Выступал за сборную Кыргызстана.

## Биография

### Клубная карьера
В 2003 году, играя за команду «Бишкек-87», занял второе место в споре бомбардиров первой лиги Кыргызстана с 12 голами.
На профессиональном уровне начал выступать в 2004 году в составе молодёжной сборной Кыргызстана, игравшей тогда на правах клуба в высшей лиге. В ходе того же сезона перешёл в «Абдыш-Ату», а всего в своём первом сезоне за оба клуба забил 11 голов и вошёл в десятку лучших бомбардиров чемпионата. В 2006 году выступал в составе «Дордоя» в Кубке президента АФК и стал его победителем, но большую часть сезона в национальном чемпионате провёл в составе «Мурас-Спорта». Позднее играл за клуб «Авиатор-ААЛ», просуществовавший полсезона, и снова за «Дордой» и «Абдыш-Ату». В начале 2010-х годов был лидером атак столичной «Алги». В 2011 году стал лучшим бомбардиром национального чемпионата с 12 голами.
В 2013 году перешёл в «Алай», с которым в том же сезоне стал чемпионом и обладателем Кубка Кыргызстана. В споре бомбардиров в 2013 году с 10 голами занял четвёртое место, в 2014 году, также с 10 голами — третье. В начале 2015 года выступал в Таджикистане за «Хайр», в том числе сыграл один матч в Кубке АФК. Позднее в 2015 году играл за «Абдыш-Ату», на следующий год вернулся в «Алай», с которым завоевал ещё два чемпионских титула (2016, 2017).
В августе 2019 года был признан виновным в сговоре с целью осуществления махинаций с участием «Алая» в сезонах 2017 и 2018 годов в Кубке АФК и был пожизненно дисквалифицирован.

### Карьера в сборной
Выступал за сборные Кыргызстана младших возрастов. Участник Азиатских игр 2006 года в составе олимпийской сборной.
В национальную сборную Кыргызстана первый вызов получил в 2004 году в 17-летнем возрасте. Дебютный матч сыграл 2 апреля 2006 года в рамках Кубка вызова АФК против Пакистана, заменив на 76-й минуте Романа Корнилова. В матче против Макао 4 апреля забил гол, однако матч был прерван из-за дождя при счёте 1:0 и позднее переигран сначала, этот гол был аннулирован. Всего на Кубке вызова 2006 года сыграл 3 матча, а с учётом товарищеских матчей в 2006 году провёл 4 игры, после этого восемь лет не выступал за сборную. Следующие четыре матча провёл только в 2014 году. Свой единственный гол забил в последней игре, 23 мая 2014 года в рамках Кубка вызова АФК в ворота Мьянмы, принеся своей команде победу 1:0.
Всего за национальную сборную в 2006—2014 годах сыграл 8 матчей и забил один гол.